# 道格拉斯·希勒
道格拉斯·希勒（英語：Douglas G. Shearer）是一位加拿大裔美国人先锋音效设计师和音效指导，在推动电影音响技术发展方面发挥了关键作用。他赢得了七次奥斯卡奖。 2008年，他入选加拿大星光大道。

## 个人生活
希勒于1922年与玛丽恩·B·蒂尔登在蒙特利尔结婚。蒂尔登于1931年6月6日去世，第二年希勒与安妮·坎宁安在加利福尼亚结婚。1932年10月4日的专业报纸电影日报宣布“米高梅音响部门负责人道格拉斯·希勒已经和他的新娘，同时也是米高梅工作人员的安妮·坎宁安，一起从'空中蜜月'返回好莱坞。”后来他们生育了两个儿子，马克和斯蒂芬。1968年希勒迎娶了艾维斯·柯里。

## 过世
希勒于1971年逝于加利福尼亚州卡尔弗城。

## 获奖与提名
奥斯卡科学技术奖
- 7次获奖

奥斯卡最佳音响效果奖获奖：
- 牢狱鸳（英语：The Big House (1930 film)）(1930)[3]
- 淘气的玛丽达（英语：Naughty Marietta (film)）(1935)[4]
- 火烧旧金山（英语：San Francisco (1936 film)）(1936)[5]
- 笙歌喧腾（英语：Strike Up the Band (film)）(1940)[6]
- 伟大的克鲁索（英语：The Great Caruso）(1951)[7]

奥斯卡最佳视觉效果奖获奖：
- 东京上空三十秒（英语：Thirty Seconds Over Tokyo）   (1944)[8]
- 纽西兰地震记（英语：Green Dolphin Street）  (1947)[9]

奥斯卡最佳音响效果奖提名：
- 自由万岁（英语：Viva Villa!）   (1934)[10]
- 五月时节（英语：Maytime (1937 film)）   (1937)[11]
- 甜心（英语：Sweethearts (1938 film)）   (1938)[12]
- 三弦琴（英语：Balalaika (film)）   (1939)[13]
- 巧克力士兵（英语：The Chocolate Soldier (film)） (1941)[14]
- 忠勇之家   (1942)[15]
- 居里夫人  (1943)[16]
- 荣华富贵（英语：Kismet (1944 film)）   (1944)[8]
- 菲律宾浴血战   (1945)[17]
- 纽西兰地震记（英语：Green Dolphin Street）   (1947)[9]

奥斯卡最佳视觉效果奖提名：
- 绿野仙踪 (1939)[13]
- 繁荣小镇（英语：Boom Town (film)） (1940)[6]
- 飞行太保（英语：Flight Command） (1941)[14]
- 忠勇之家 (1942)[15]